# Rio Geamăna (Tazlăul Mare)
O Rio Geamăna é um rio da Romênia, afluente do Tazlăul Mare, localizado no distrito de Neamţ.